# Neohelota chinensis
Neohelota chinensis is een keversoort uit de familie Helotidae. De wetenschappelijke naam van de soort is voor het eerst geldig gepubliceerd in 1955 door Mader.